# Remi De Puydt
Pour les articles homonymes, voir De Puydt.
Remi De Puydt est un ingénieur, homme politique et militaire belge, né à Poperinge le 3 août 1789 et décédé à Schaerbeek le 20 septembre 1844 .
Après ses études il participe à la campagne d'Allemagne des guerres napoléoniennes, puis de retour dans le civil il s'occupe de plusieurs projets d'établissement de voies de communication, notamment de canaux. C'est également un élu libéral à la Chambre des représentants belge de 1833 à 1841.

## Biographie

### Famille
Remi De Puydt est le fils de Jean-Ambroise De Puydt (1758-1836), gouverneur du Hainaut et de Geneviève Thérèse Jacques Jossaer (1764-1796). Il a trois demi-frères, Guillaume, Pierre et Paul-Émile, qui deviendra quant à lui un botaniste reconnu.

### Vie
Il naît à Poperinghe en Belgique le 3 août 1789, fait ses études à Bruxelles et se rend ensuite à Paris pour y étudier l'architecture et le génie civil. Les guerres napoléoniennes de l'époque le font rentrer dans l'armée où il est nommé lieutenant d'infanterie légère en 1813, puis capitaine en 1814. Il fait la campagne d'Allemagne et est blessé de deux coups de baïonnette à Bautzen, d'un coup de lance dans une rencontre en 1813 et il démissionne en 1815.
Rendu à la vie civile, De Puydt exerce les fonctions de receveur des droits et accises à Wiltz au Luxembourg. Mais bientôt il quitte ces fonctions pour étudier l'architecture et les travaux publics. De 1819 à 1830, il dote l'arrondissement de Charleroi et la ville de Mons de maisons communales, d'écoles, d'hospices, de prisons, de casernes, de ponts et de routes.
Au début de la révolution qui sépare la Belgique de la Hollande, De Puydt est appelé au commandement de la garde civique de Mons, puis nommé ingénieur en chef des ponts et chaussées, fonctions qu'il échangea contre celles de lieutenant-colonel du génie le 23 juin 1831. Il est investi, en cette qualité, du commandement en chef du génie de l'armée, assiste au siège d'Anvers fait par l'armée française en 1832, puis obtint le grade de colonel en 1837 et siège à la chambre des représentants de 1833 à 1841.

#### Projets de travaux publics
En 1825 il dirige tous les travaux d'art et de terrassement de la canalisation de la Sambre sur une étendue de plus de 80 kilomètres.
Il met ensuite au point le projet de canal Meuse et Moselle et de ses embranchements, le plus vaste projet de travaux publics qui ait été entrepris en Belgique à cette époque, devant mettre tout le centre du pays, c'est-à-dire, les vallées de l'Ourthe et de la Sûre, les Flandres, Anvers et les districts industriels de Charleroi en communication avec le Rhin, et donner un essor au commerce et à l'industrie en ouvrant une voie d'échange, tout en permettant l'irrigation de la zone immense de sol schisteux qui sépare les terrains calcaires de l'Ourthe inférieure des terrains de gypse de la basse Sûre. Guillaume Ier des Pays-Bas se passionne pour cette entreprise et la soutient de son influence royale et des capitaux de sa famille. Malgré tout, les travaux commencés en 1827 sont interrompus par les événements de 1830 qui rendent irréalisable leur exécution dans leur ensemble, du fait du déplacement des intérêts et des frontières et aussi par le développement du chemin de fer. Le projet est considérable : plus de 260 km de long avec un dénivelé de 381 m, franchi grâce à 118 écluses puis un bief de partage de 5 km souterrain sur la moitié de son parcours, pour enfin redescendre de 306 m avec 97 écluses.
Dès 1826, Remi De Puydt démontre le bienfait qui résulterait pour le commerce et pour l'industrie de la canalisation de la Meuse, qu'il propose de réaliser pour un coût modéré tout en écartant le danger des inondations. Mais ayant à combattre des préjuges et à lutter contre des intérêts particuliers appuyés par des personnes influentes, il doit ajourner son projet.
En 1829 il propose un projet de canal dans l'Entre-Sambre-et-Meuse consistant en un réseau navigable composé par l'Eau d'Heure et l'Hermeton, avec embranchement sur Chimay et Couvin, et en diverses branches de chemins de fer par les vallées affluentes, pour rattacher au tronc principal les terrains à minerai et les établissements les plus importants. La révolution de 1830 arrête les travaux et le projet est remplacé par un chemin de fer en 1837.
Le projet d'un canal de Mons à Alost est également abandonné.
D'autres rivalités diverses font également obstacle au projet d'établir des communications pour ouvrir vers Mons et la Sambre des débouchés aux charbons du centre et empêchent sa réalisation. Pour De Puydt, le but est d'appeler les nombreux bassins houillers du Hainaut à exploiter tous les marchés de l'intérieur et de l'extérieur.

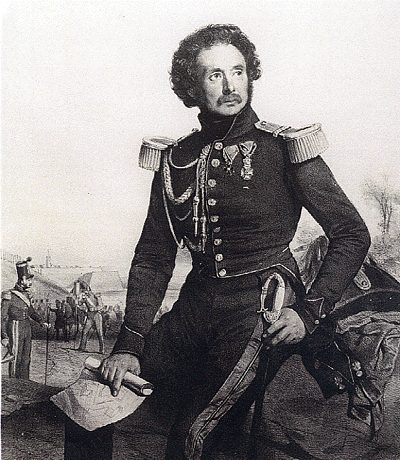
Remi De Puydt au Guatemala.

Enfin, la construction des routes dans le Luxembourg est, selon De Puydt, le complément naturel et indispensable du système dont le canal de Meuse et Moselle avec ses embranchements n'est que la principale base. Mais son canal, la première maille du réseau, ne s'achevant pas, il reprend ses projets de routes. Il constate que dans cette province il n'y avait, par lieue carrée, que 1 150 m de longueur de routes, tandis que la Flandre en a 3 450 et le Hainaut 3 400. Pour arriver à la réalisation de son projet, il fonde la Société des Ardennes puis présente à la chambre, dont il est membre, un projet de loi autorisant un emprunt de 16 millions de francs belges en 1833. Grâce à ses efforts, à l'époque où l'établissement des chemins de fer est décrété, la législature accorde un subside de 2 millions de francs belges pour dédommager le Luxembourg de se trouver exclu de l'avantage de posséder des voies ferrées, dont la construction paraissait impossible à cette époque.
La réputation dont jouit Remi De Puydt le signale à l'attention du roi Guillaume et le fait charger par celui-ci du projet de percement de l'isthme de Panama, dont la concession avait été accordée à une compagnie hollandaise. Il se rend donc en Amérique pour examiner cette question importante. Les événements de 1830 arrêtent l'exécution de ce projet, mais De Puydt en avait fait des études, et en 1872 son nom réapparaît dans les mémoires techniques et des revues résumant les différents tracés proposés.
En 1841, lorsqu'il est question d'un établissement belge dans l'État du Guatemala, le roi Léopold Ier choisit De Puydt comme négociateur et administrateur. Celui-ci obtient du gouvernement de Guatemala un traité autorisant la colonisation projetée et rédige une série de rapports, mais ses conseils ne sont pas suivis et l'affaire ne se fait finalement pas.

#### Politique
Remi De Puydt est un élu libéral à la Chambre des représentants, pour l'arrondissement de Mons de 1833 à 1837 et celui de Diekirch de 1837 à 1841.
Dans le courant de sa carrière parlementaire, De Puydt est chargé de rédiger de nombreux rapports, notamment celui relatif à la création de l'école militaire et ceux qui concernent les lois sur l'avancement et les pensions militaires. C'est à son initiative qu'est éditée une carte du pays et mise en place l'« indemnité de première mise » (une sorte de prime d'équipement) allouée aux sous-lieutenants nouvellement nommés. Lorsqu'il est question de régler la séparation de la Belgique et de la Hollande, il prononce un discours où il déplore l'abandon des Luxembourgeois et pousse à la résistance en affirmant que, quelles que soient les forces militaires de la Hollande, les Belges défendant leurs foyers et leurs familles en auraient raison.
De Puydt est décoré de la Croix de fer et de l'ordre de Léopold.

## Publications
Remi De Puydt a publié plusieurs mémoires, presque tous dans le but de vulgariser ses projets de travaux publics :
- 1826 : Mémoire sur le déboisement des forêts en Belgique ;
- 1831 : Mémoire sur le canal de Meuse et Moselle ;
- 1834 : Mémoire sur la canalisation de la Sambre ;
- 1836 : Rapport sur l'emploi des troupes aux travaux publics ;
- 1837 : Mémoire sur le chemin de fer de Charleroi à la Meuse ;
- 1837 : Mémoire sur le chemin de fer de l'Entre-Sambre et Meuse ;
- 1837 : Mémoire sur la Société des Ardennes; Considérations sur différentes communications dans la province de Luxembourg ;
- 1840 : Rapport sur le canal de Mons à la Sambre ;
- 1841 : Mémorial de l'officier du génie.